# Consiglio Agricoltura e Pesca
Il Consiglio Agricoltura e Pesca (AGRIFISH) è una delle formazioni con la quale si riunisce il Consiglio dell'Unione Europea ed è composto dai ministri dell'agricoltura e della pesca dei 27 Stati membri dell'Unione europea. Fra le sue competenze rientrano la Politica agricola comune e la Politica comune della pesca.

## Composizione
L'AGRIFISH è composto dai ministri dell'agricoltura e della pesca dei 27 Stati membri dell'Unione europea. Partecipano agli incontri anche il Commissario europeo per l'agricoltura  e il Commissario europeo per l'ambiente, gli oceani e la pesca.
| Stato          | Membro Carica | Partito nazionale | Partito europeo | Gruppo parlamentare europeo |
| -------------- | --- | ----------------- | --------------- | --------------------------- |
| Unione europea | Janusz Wojciechowski Commissario europeo per l'agricoltura                                                                              | PiS               | ECRP            | ECR                         |
| Unione europea | Virginijus Sinkevičius Commissario europeo per ambiente, oceani e pesca                                                                 | LVŽS              | N.D.            | Verdi/ALE                   |
| Germania       | Cem Özdemir Ministro federale dell'Alimentazione e dell'Agricoltura                                                                     | Grüne             | PVE             | Verdi/ALE                   |
| Francia        | Marc Fesneau Ministro dell'agricoltura e della sovranità alimentare                                                                     | MoDem             | PDE             | Renew Europe                |
| Italia         | Francesco Lollobrigida Ministro dell'Agricoltura e della Sovranità Alimentare                                                           | FdI               | ECRP            | ECR                         |
| Spagna         | Luis Planas Ministro dell'Agricoltura, della Pesca e dell'Alimentazione                                                                 | PSOE              | PSE             | S&D                         |
| Polonia        | Czesław Siekierski Ministro dell'Agricoltura e dello Sviluppo rurale                                                                    | PSL               | PPE             | Gruppo PPE                  |
| Romania        | Adrian Chesnoiu Ministro dell'Agricoltura e dello Sviluppo rurale                                                                       | PSD               | PSE             | S&D                         |
| Paesi Bassi    | Henk Staghouwer Ministro dell'Agricoltura, della Natura e della Qualità degli alimenti                                                  | CU                | ECPM            | Gruppo PPE                  |
| Belgio         | David Clarinval Ministro federale delle Classi medie, dei Lavoratori autonomi, delle PMI, dell'Agricoltura, delle Riforme istituzionali | MR                | ALDE            | Renew Europe                |
| Rep. Ceca      | Zdeněk Nekula Ministro dell'Agricoltura                                                                                                 | KDU-ČSL           | PPE             | Gruppo PPE                  |
| Grecia         | Spilios Livanos Ministro dello Sviluppo rurale e dell'Alimentazione                                                                     | ND                | PPE             | Gruppo PPE                  |
| Ungheria       | István Nagy Ministro dell'Agricoltura                                                                                                   | Fidesz            | N.D.            | N.D.                        |
| Portogallo     | Maria do Céu Antunes Ministro dell'Agricoltura, delle Foreste e dello Sviluppo rurale                                                   | PS                | PSE             | S&D                         |
| Svezia         | Peter Kullgren Ministro per gli Affari rurali                                                                                           | KD                | PPE             | Gruppo PPE                  |
| Austria        | Norbert Totschnig Ministro della Agricoltura, delle Regioni e del Turismo                                                               | ÖVP               | PPE             | Gruppo PPE                  |
| Bulgaria       | Kiril Vătev Ministro dell'Agricoltura e dell'Alimentazione                                                                              | indipendente      | N.D.            | N.D.                        |
| Finlandia      | Sari Essayah Ministro dell'Agricoltura e della Foresta                                                                                  | KD                | PPE             | Gruppo PPE                  |
| Danimarca      | Jacob Jensen Ministro dell'Alimentazione, dell'Agricoltura e delle Pesca                                                                | V                 | ALDE            | Renew Europe                |
| Slovacchia     | Richard Takáč Ministero dell'Agricoltura e dello Sviluppo rurale                                                                        | SMER-SD           | N.D.            | N.D.                        |
| Croazia        | Marija Vučković Ministro dell'Agricoltura                                                                                               | HDZ               | PPE             | Gruppo PPE                  |
| Irlanda        | Charlie McConalogue Ministro dell'Agricoltura, dell'Alimentazione e del Mare                                                            | FF                | ALDE            | Renew Europe                |
| Lituania       | Kęstutis Navickas Ministro dell'Agricoltura                                                                                             | TS-LKD            | PPE             | Gruppo PPE                  |
| Lettonia       | Didzis Šmits Ministro dell'Agricoltura                                                                                                  | AS                | N.D.            | N.D.                        |
| Slovenia       | Irena Šinko Ministro dell'Agricoltura, delle Foreste e dell'Alimentazione                                                               | GS                | N.D.            | Renew Europe                |
| Cipro          | Petros Xenofontos Ministero dell'Agricoltura, dello Sviluppo rurale e dell'Ambiente                                                     | indipendente      | N.D.            | N.D.                        |
| Estonia        | Urmas Kruuse Ministro degli Affari rurali                                                                                               | ER                | ALDE            | Renew Europe                |
| Lussemburgo    | Martine Hansen Ministro dell'Agricoltura, Alimentazione e Viticoltura                                                                   | CSV               | PPE             | Gruppo PPE                  |
| Malta          | Anton Refalo Ministro dell'Agricoltura, Pesca, Alimentazione e Diritti degli animali                                                    | PL                | PSE             | S&D                         |

## Incarichi
La sezione agricoltura del Concilio si occupa di legiferare in relazione a:
- la Politica agricola comune;
- regole del mercato interno;
- foreste;
- produzione organica;
- qualità della produzione e sicurezza alimentare umana e animale;
- armonizzazione delle regole riguardanti materie veterinarie, benessere degli animali, salute delle piante, alimentazione degli animali, semi e pesticidi.

La sezione pesca del Concilio si occupa di legiferare in relazione a:
- la Politica comune della pesca;
- pesca;
- la definizione delle totali ammissibili di catture annuali (TAC);
- le quote per ogni specie;
- le limitazioni dello sforzo di pesca.

## Procedura legislativa
Dall'entrata in vigore del Trattato di Lisbona, il Consiglio prende le sue decisioni sulla maggior parte delle legislazioni riguardanti agricoltura e pesca in codecisione con il Parlamento europeo seguendo così la procedura legislativa ordinaria, ad eccezione delle decisioni possibilità di pesca annuali sulle quali ha competenza il solo Consiglio.